# Kostel svatého Jana Křtitele (Québec)
Kostel svatého Jana Křtitele (francouzsky Église Saint-Jean-Baptiste) je římskokatolický kostel v městské části Saint-Jean-Baptiste v Québecu. V roce 1990 byl zařazen na seznam kanadských historických památek.

## Historie
Původní kostel byl dokončen roku 1847, ale byl zničen při požáru v roce 1881, který zasáhl velkou část města. Na zbudování současného kostela, který byl dokončen v roce 1884, bylo použito sedm druhů mramoru. Návrh zhotovil architekt Joseph-Ferdinand Peachy ve stylu druhého francouzského císařství. Inspiroval se fasádou kostela Nejsvětější Trojice v Paříži.
V letech 1864-1876 působili v kostele jako varhaníci bratři Ernest Gagnon a Gustave Gagnon.

## Galerie

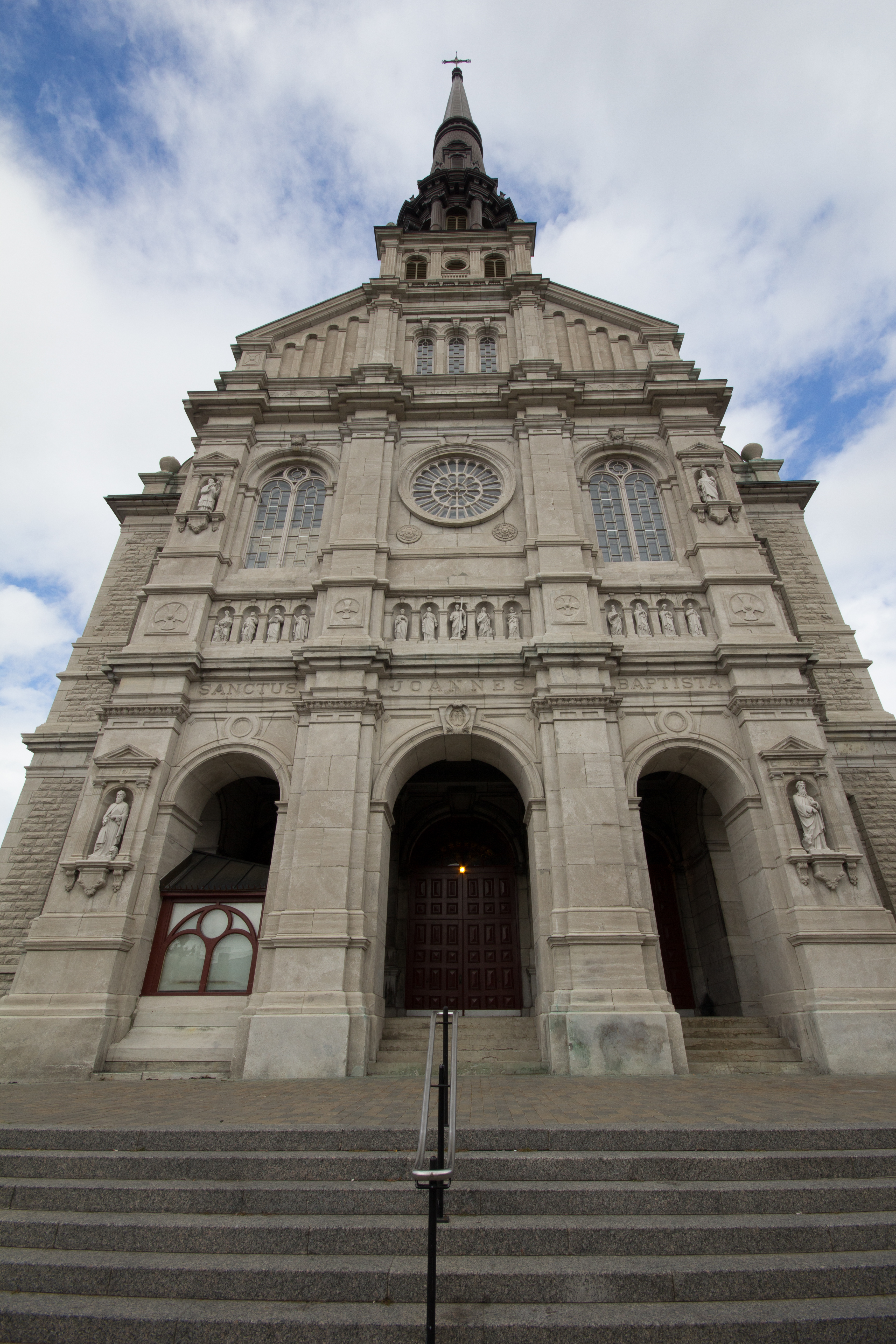
Hlavní vchod
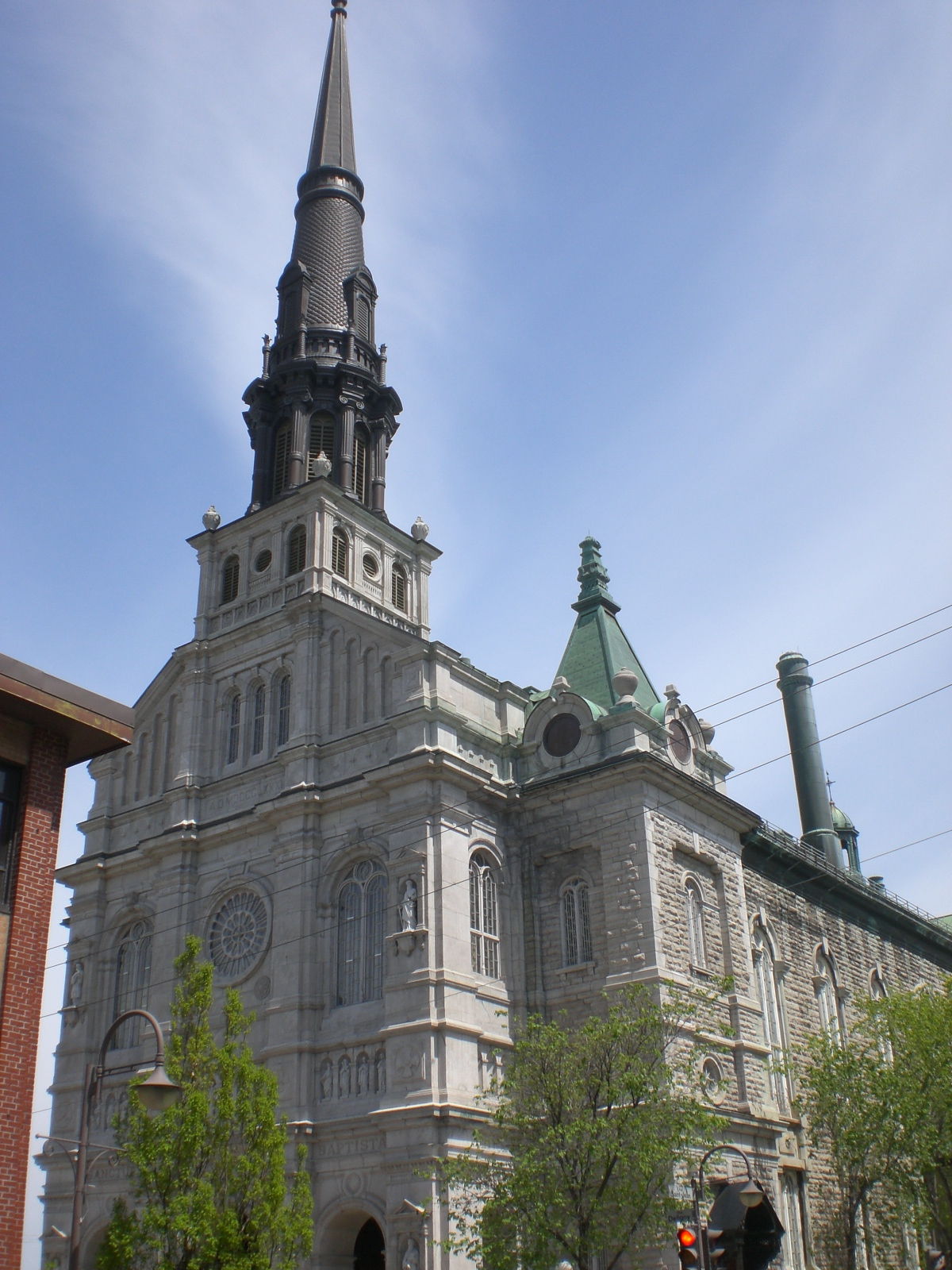
Jihozápadní strana kostela
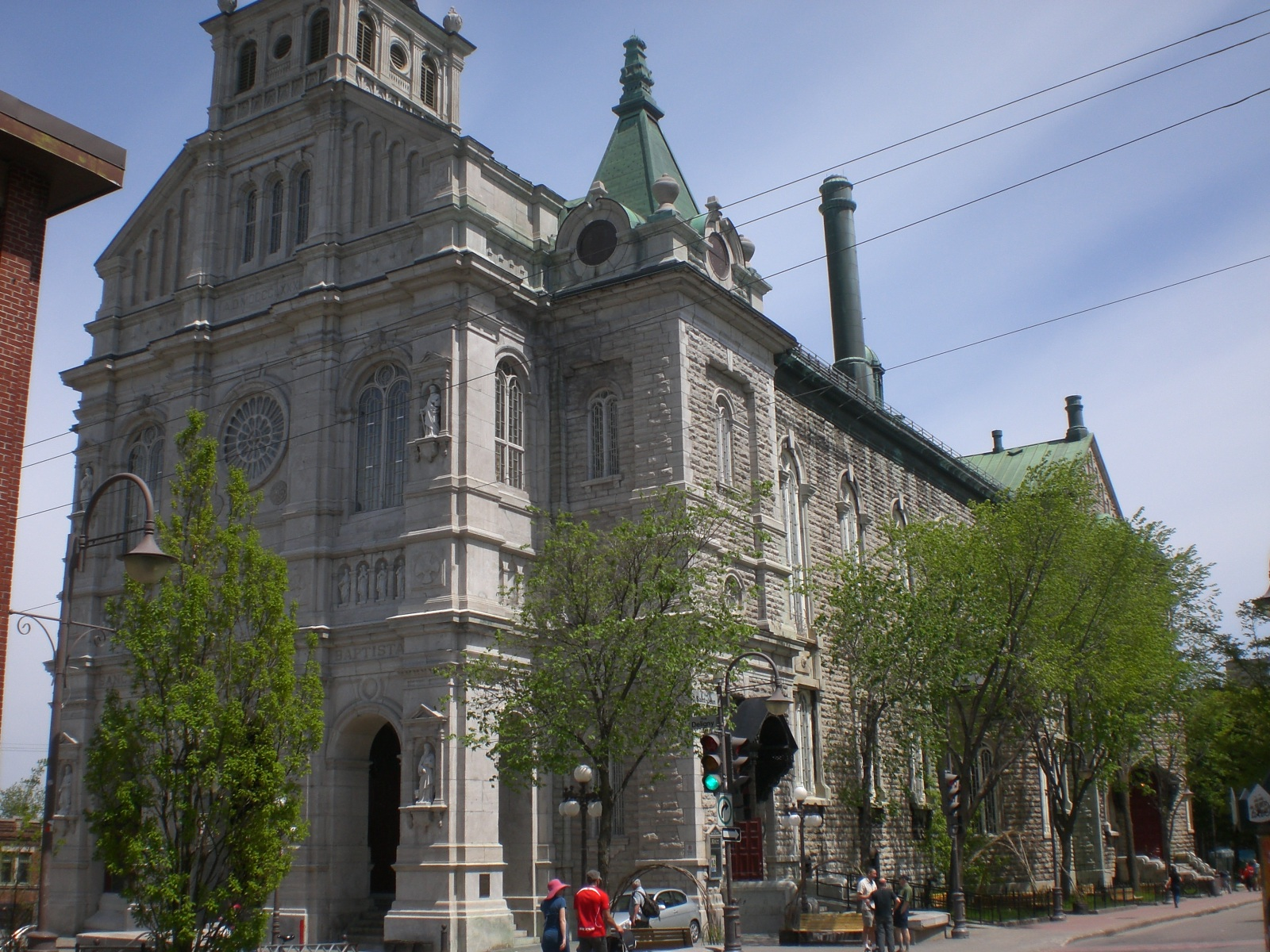
Pohled od Rue Jean
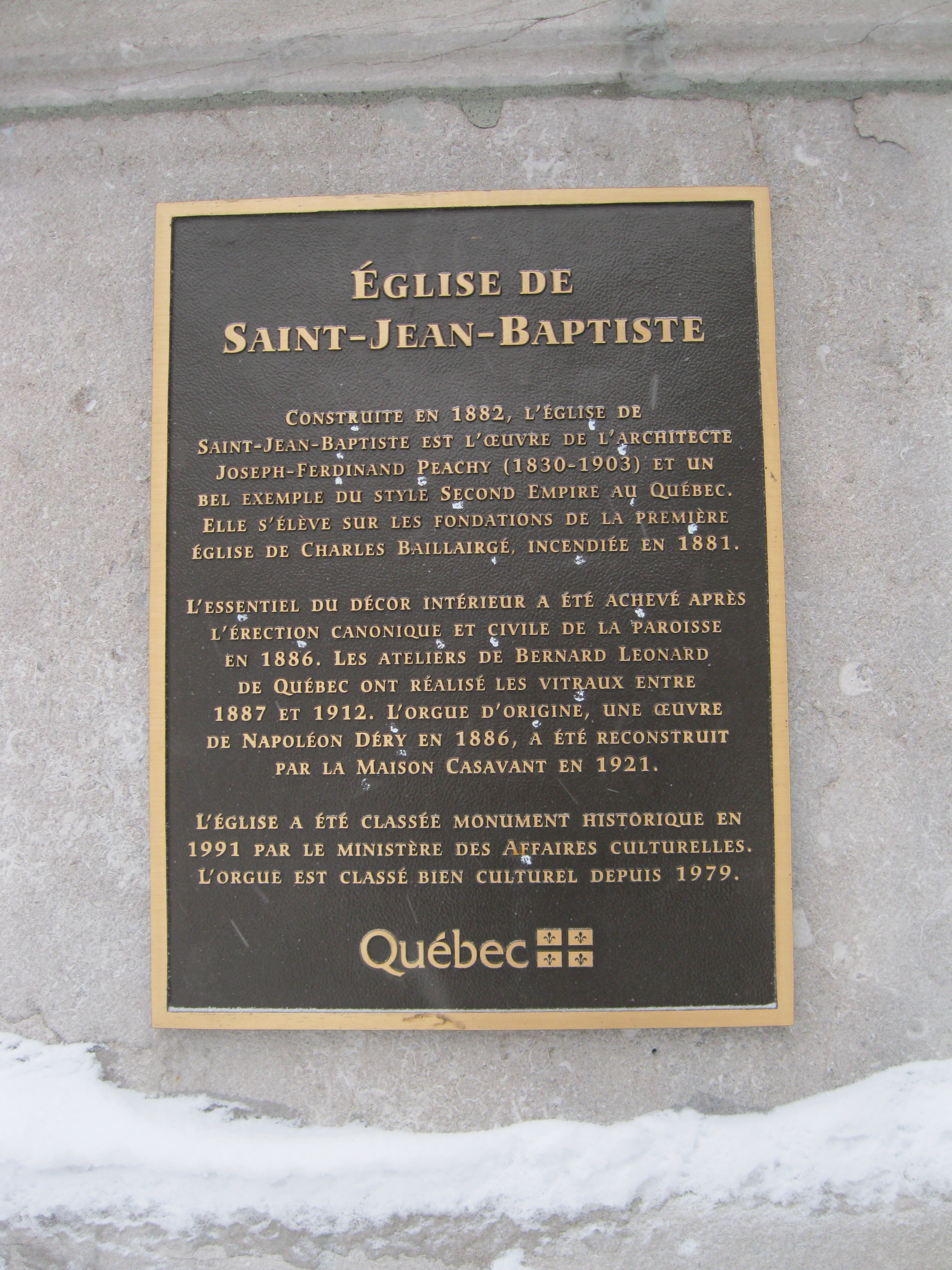
Pamětní deska
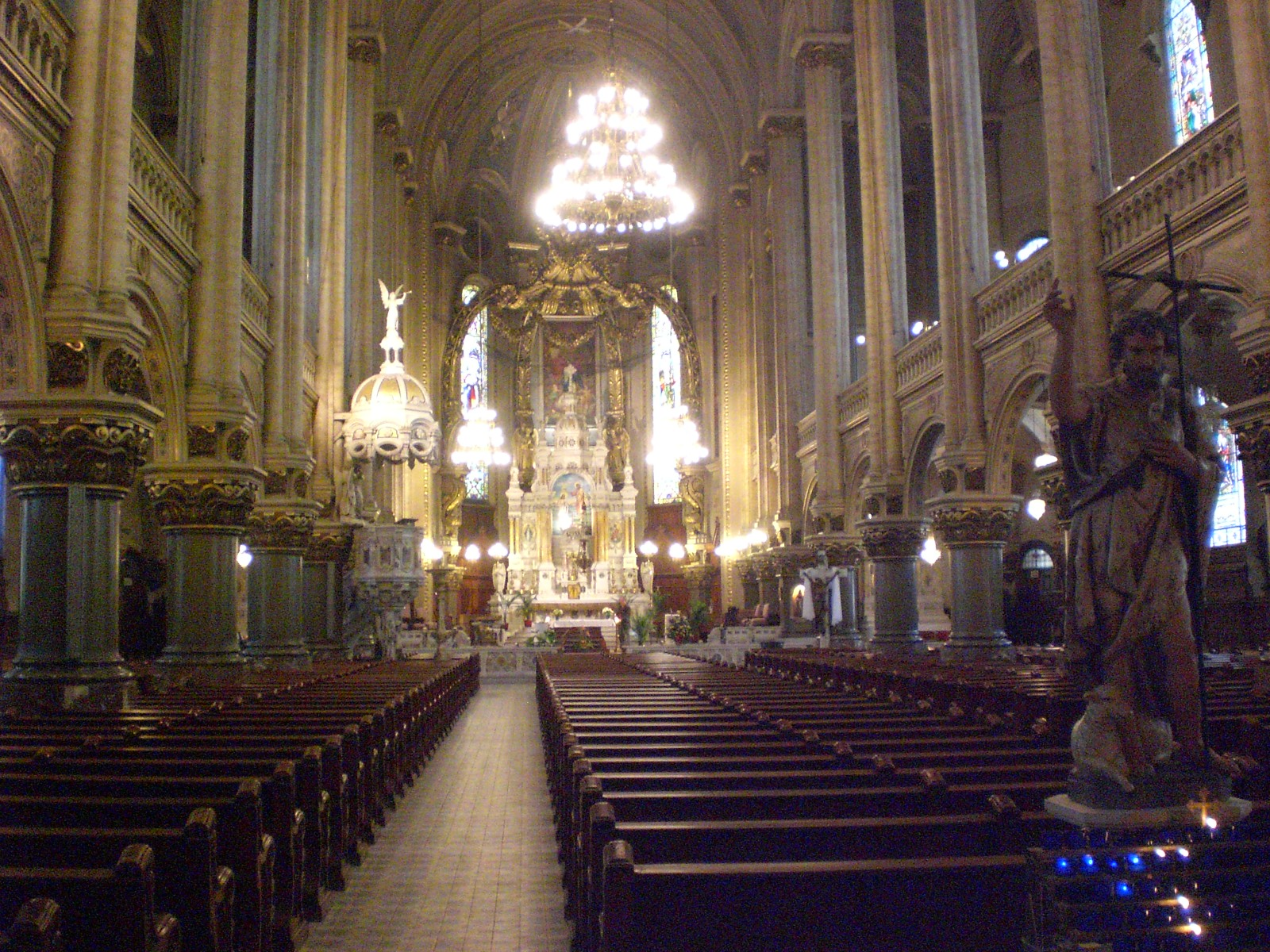
Hlavní loď
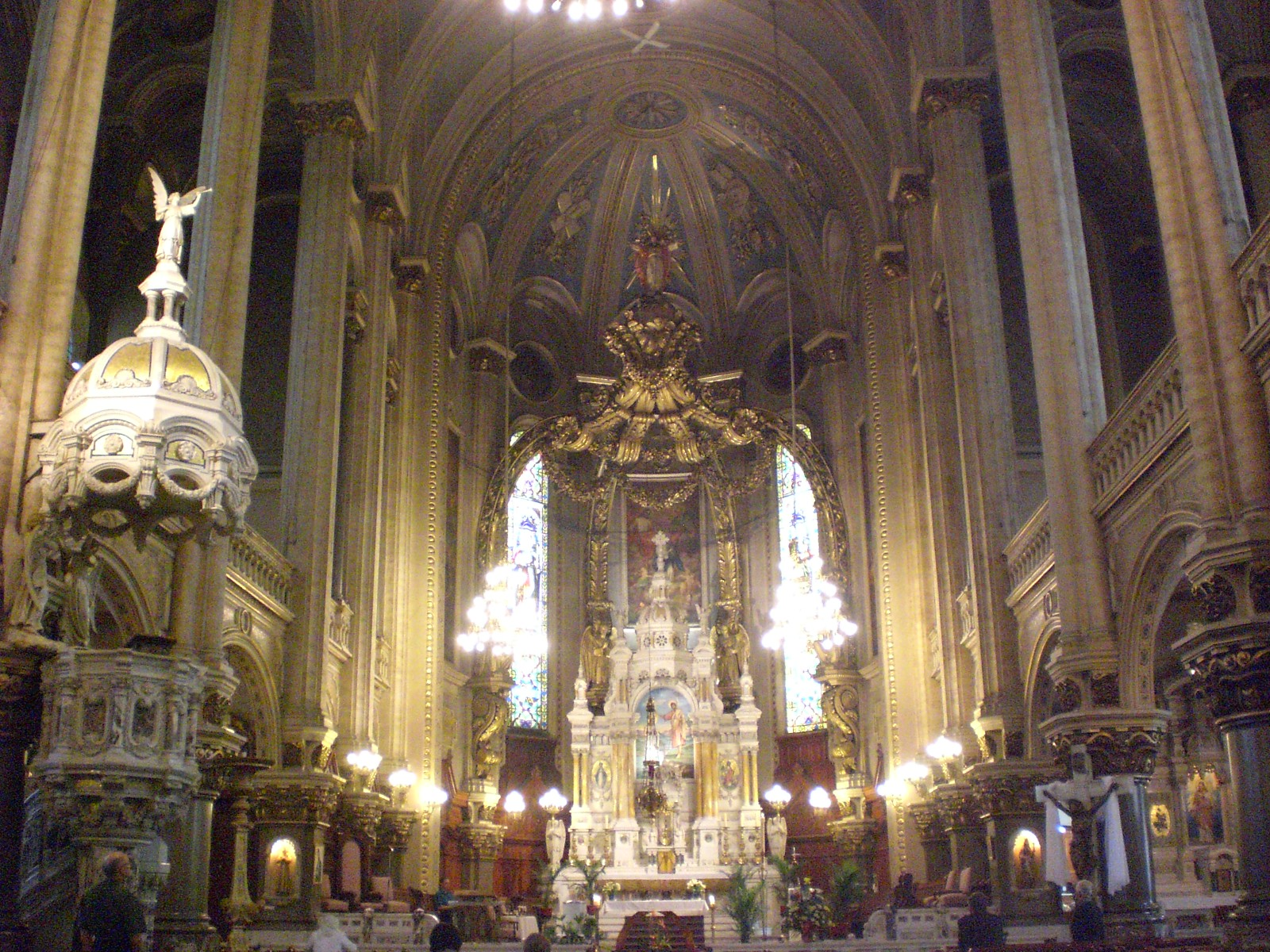
Presbytář a kazatelna
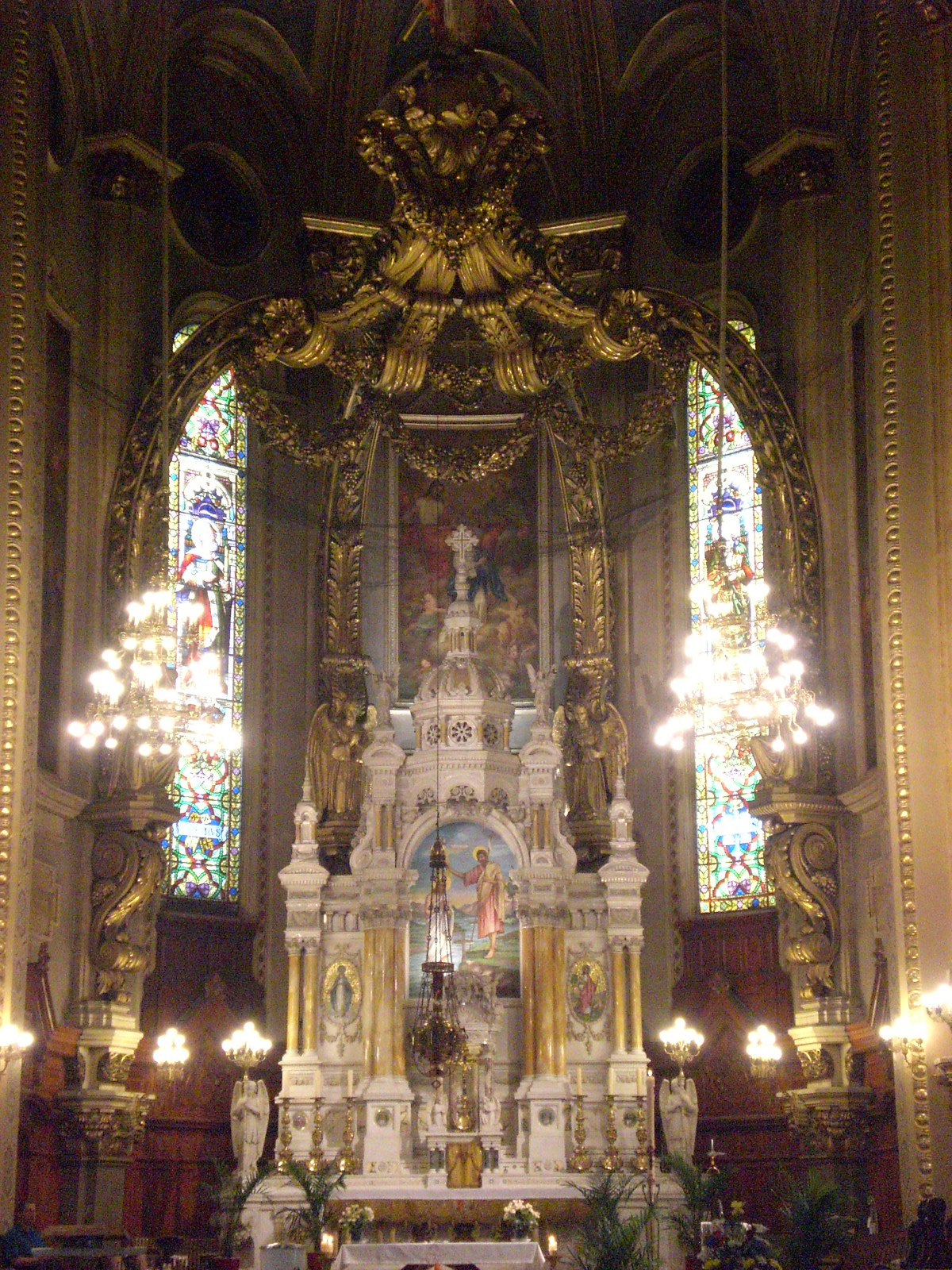
Oltář